# Calum French
Calum Jordon French (* 25. August 1995 in Gateshead) ist ein britischer Boxer im Leichtgewicht.

## Amateurkarriere
Calum French ist 1,68 m groß und trainiert im Amateurboxclub Birtley im Borough of Gateshead. Er ist mehrfacher englischer und britischer Junioren- sowie Jugendmeister in seiner Alters- und Gewichtsklasse, zudem war er Teilnehmer der Junioren-Europameisterschaften 2011 in Ungarn und der Juniorenweltmeisterschaften 2011 in Kasachstan.
2015 wurde er englischer Meister im Bantamgewicht und 2016 englischer Meister im Leichtgewicht. Darüber hinaus gewann er 2016 auch noch das Tammer-Turnier in Finnland und den Chemiepokal in Deutschland. Dabei besiegte er auch den Asienmeister Dordschnjambuugiin Otgondalai.
2017 siegte er beim Strandja-Turnier in Bulgarien und schlug dabei unter anderem Shiva Thapa, Otar Eranosyan, Jurij Schestak und Gabil Mamedow. Er wurde daraufhin bei den Europameisterschaften 2017 in der Ukraine aufgeboten, wo er nach knapper Halbfinalniederlage mit 2:3 gegen Jurij Schestak, eine Bronzemedaille im Leichtgewicht gewann. Er war daraufhin für die Weltmeisterschaften 2017 in Hamburg qualifiziert, wo er im Achtelfinale erneut gegen Jurij Schestak ausschied. Seit 2017 boxt French zudem für die British Lionhearts in der World Series of Boxing (WSB).
Bei den Commonwealth Games 2018 in Australien verlor er im Viertelfinale gegen Manish Kaushik, gewann jedoch bei den EU-Meisterschaften 2018 in Spanien die Silbermedaille nach einer Finalniederlage gegen Sofiane Oumiha. Im Halbfinale hatte er Francesco Maietta besiegt.

## Profikarriere
Im September 2021 unterzeichnete er einen Profivertrag bei Eddie Hearn (Matchroom Boxing) und gewann sein Debüt am 11. Dezember 2021.